# Quế Phong, Nghệ An
Quế Phong là một xã thuộc tỉnh Nghệ An, Việt Nam. Xã được hình thành trên cơ sở sáp nhập thị trấn Kim Sơn và các xã Châu Kim, Mường Nọc, Nậm Giải của huyện Quế Phong trong đợt Sáp nhập tỉnh thành Việt Nam 2025.

## Địa lý
Xã Quế Phong có vị trí địa lý:
- Phía Đông giáp xã Châu Tiến;
- Phía Nam giáp xã Tri Lễ và xã Mường Quàng;
- Phía Tây giáp nước CHDCND Lào;
- Phía Bắc giáp xã Tiền Phong và nước CHDCND Lào.

Xã Quế Phong có diện tích tự nhiên 276,57 km².

## Hành chính và tên gọi
Xã Quế Phong được thành lập theo Nghị quyết số 1678/NQ-UBTVQH15 của Ủy ban Thường vụ Quốc hội Việt Nam, ban hành ngày 16 tháng 6 năm 2025. Theo đó, sắp xếp toàn bộ diện tích tự nhiên, quy mô dân số của thị trấn Kim Sơn và các xã Châu Kim, Mường Nọc, Nậm Giải thuộc huyện Quế Phong trước đây thành một xã mới có tên gọi là xã Quế Phong.
Trước đó, theo Đề án sắp xếp đơn vị hành chính cấp xã tỉnh Nghệ An, xã này là xã Mường Nọc.
Sau sắp xếp xã có diện tích tự nhiên: 276,57 km², quy mô dân số: 22.834 người.